# Miomelon
Miomelon is een geslacht van weekdieren uit de klasse van de Gastropoda (slakken).

## Soorten
- Miomelon alarconi Stuardo & Villas, 1974
- Miomelon eltanini Dell, 1990
- Miomelon gracilior (Ihering, 1896) †
- Miomelon lautaroi S. Nielsen & Frassinetti, 2007 †
- Miomelon pelantaroi S. Nielsen & Frassinetti, 2007 †
- Miomelon philippianum (Dall, 1890)
- Miomelon turnerae Dell, 1990

### Synoniemen
- Miomelon benitens Finlay, 1926 † => Spinomelon benitens (Finlay, 1926) †
- Miomelon bottai Vazquez & Caldini, 1989 => Argentovoluta bottai (Vazquez & Caldini, 1989)
- Miomelon clifdenense Finlay, 1926 † => Metamelon clifdenense (Finlay, 1926) †
- Miomelon gracile (Philippi, 1887) † => Miomelon gracilior (Ihering, 1896) †
- Miomelon inermis Finlay, 1926 † => Metamelon inermis (Finlay, 1926) †
- Miomelon malvina Kaiser, 1977 => Pachycymbiola scoresbyana (Powell, 1951)
- Miomelon reverta Finlay, 1926 † => Metamelon reverta (Finlay, 1926) †
- Miomelon scoresbyanum A. W. B. Powell, 1951 => Pachycymbiola scoresbyana (Powell, 1951)